# Савьерпурам
Савьерпурам или Сайярпурам (там. சாயர்புரம்) — город и панчаят в округе Тутикорин, штат Тамилнад, Индия.
Вокруг Савьерпурама найдены микролиты в большом количестве (и кроме того их обнаруживали в Куллатуре, рядом с Тирунелвели). Они были найдены встроенными в ископаемые окаменелости в песчаных дюнах. Эти единственные доступные доказательства в Савьерпураме указывают хронологию микролитической культуры в Южной Индии, датируемую около 4000 года до н. э.

## История
Сайярпурам, образованный как деревня в 1814 году, был назван в честь Сэмуэля Сойера, англо-индийского торговца, который владел этой землей и позволил осесть здесь христианам, спасавшимся от гонений. Поселенцы быстро организовались и уже в 1828 году построили для себя небольшую церковь и школу, в которой учились 10 детей.

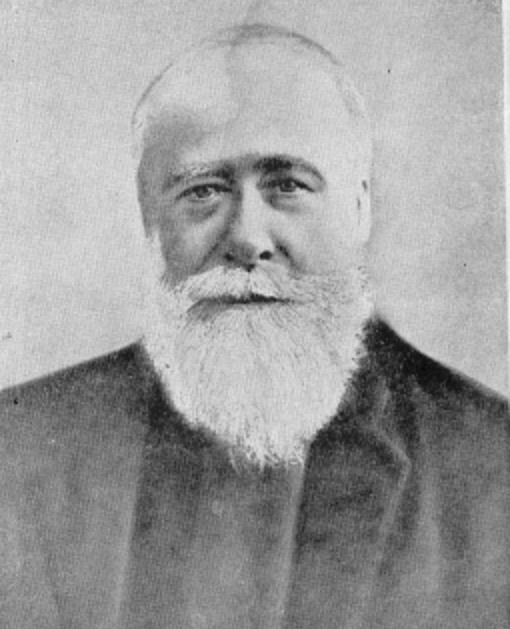
Джордж Аглоу Поуп

Сайярпурам активно развивался благодаря усилиям миссионера Дж. А. Поупа, служившего здесь в 1842—1859 годах.

## Религия
Основные религии города — индуизм и христианство.
Тамильская культура и обычаи широко распространены среди населения, будь то христиане или индуисты.

## Природные ресурсы и климат
Летом климат остается теплым, но в остальные сезоны погода может быть прохладной и ветреной. Город также известен выращиванием бананов и риса на красноземах, и выращиванием джекфрута, карамболы (звездного фрукта), джамболанов, арахиса, огурцов на маленьких участках вокруг города.

## Экология
Город известен своей мирной окружающей средой и считается самым чистым среди мелких городов Индии. Ожидаемая продолжительность жизни — 83,7, что намного выше, чем в других подобных городах Индии.

## Образование
Колледжи
- Колледж искусств и наук имени Поупа
- Инженерный колледж имени Дж. А. Поупа
- Педагогический колледж имени Дж. А. Поупа
- Политехнический колледж Джея

Школы
- Средняя школа памяти Поупа
- Средняя школа святой Мэри для девочек
- Средняя индуистская школа имени Мата Амританандамайи
- Национальная начальная школа
- Начальная школа Мартина
- Индуистская начальная школа имени Мата Амританандамайи
- Начальная евангелическая школа Гнанасигамани

## Транспорт
- Тутикоринский аэропорт
- Тутикоринский порт в 34 км

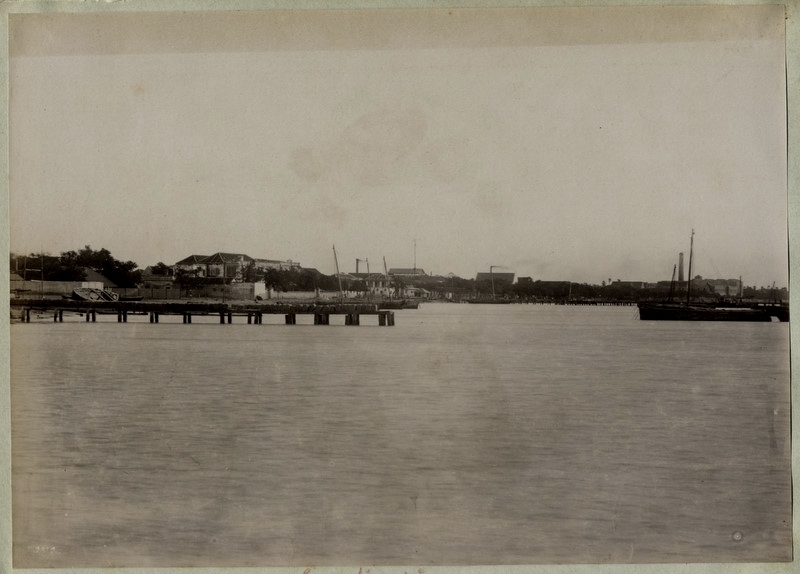
Тутикоринский порт в 1890 году.

- Тривандрам в 192,2 км (Первый международный аэропорт в Керале)
- Мадурайский аэропорт в 152,2 км
- Тутикоринская железнодорожная станция в 25 км